# Йоганн Якоб Геккель
Йоганн Якоб Геккель (нім. Johann Jakob Heckel; 23 січня 1790  — 12 березня 1857) — австрійський науковець (зоолог та іхтіолог), таксидерміст.

## Життєпис
Народився у м. Мангайм (Курфюрство Пфальц) у 1790 році. Здобув освіту з сільського господарству. Втім, незабаром Геккель присвятив себе природничим наукам, насамперед ботаніці та орнітології. Він вважався чудовим ілюстратором і таксидермістом. Пізніше Геккель спеціалізувався на іхтіології. Він тісно співпрацював з великими іхтіологами свого часу, зокрема Жорж Кюв'є, Ашиль Валансьєн і Шарль Люсьєн Бонапарт.
Формально він хоч і не мав зоологічної освіти, пройшов шлях службовими щаблями до директора Колекції риб в Музеї природної історії в Відні. У музеї Геккель каталогізував надіслані зразки. Помер 1857 року у віці 67 років від бактеріальної інфекції отриманої при роботі над скелетом кашалота.

## Наукова діяльність
Популярність отримала робота Геккеля над колекцією цихлід свого колеги Йоганна Наттерера, яку той зібрав під час поїздок по Бразилії. Доробок складає понад 60 робіт, найбільш помітною з яких є «Прісноводні риби Австрійської Дунайської монархії» Він працював над нею протягом більше 24 років, проте помер до публікації.

## Пам'ять
- Вид ціхлових Acarichthys heckeli